# Gregor Gysi
Gregor Gysi (Berlijn, 16 januari 1948) is een Duits politicus. Hij is de zoon van Klaus Gysi, de vroegere staatssecretaris van kerkvraagstukken in de voormalige Duitse Democratische Republiek (de DDR).
Gysi studeerde rechten aan de Humboldt Universiteit van Berlijn (toen: Oost-Berlijn). In 1967 sloot hij zich aan bij de SED. In de jaren zeventig en tachtig was hij een bekend advocaat die belangrijke Oost-Duitse dissidenten verdedigde, zoals Rudolf Bahro, Robert Havemann, Ulrich Poppe en Bärbel Bohley. Van 1988 tot 1989 was hij voorzitter van de orde van advocaten van Berlijn.

## DDR-politiek
Gysi behoorde binnen de SED tot de hervormingsgezinde fractie. In november 1989 presenteerde hij met een groep advocaten een tegenwet die het mogelijk moest maken voor Oost-Duitsers om naar West-Duitsland te reizen. Tijdens de grote demonstratie van 4 november van dat jaar trad hij op als spreker en riep hij op tot verregaande hervormingen, waaronder vrije verkiezingen. Korte tijd daarop viel de Berlijnse Muur. Op 9 december 1989 werd Gysi voorzitter van de SED. Onder zijn leiding veranderde de SED haar naam in SED-PDS (Partei des Demokratischen Sozialismus) en kwam er een partijcommissie die de corruptiepraktijken van prominente SED-leden onderzocht. Dit leidde in januari en februari 1990 tot het royement van diverse SED-prominenten, onder wie DDR-leiders Erich Honecker en Egon Krenz. Als partijvoorzitter stelde Gysi alles in het werk om het vermogen van de partij te behouden en het bestaan van de partij te continueren.
In mei 1990 werd Gysi in het Oost-Duitse parlement (Volkskammer) gekozen voor de PDS (tegenwoordig Linkspartei). Van deze partij bleef Gysi partijvoorzitter tot 31 januari 1993.

## Bondsrepubliek
Na de Duitse hereniging in oktober 1990 werd Gysi voor de PDS lid van de Bondsdag.
In 1992 kwam Gysi in opspraak, omdat hij misschien een agent van de Stasi zou zijn geweest. Hij ontkende en vanwege zijn parlementaire onschendbaarheid werd hij niet vervolgd.
In 1993 werd hij als partijvoorzitter opgevolgd door Lothar Bisky. In 2001 werd Gysi voor de PDS senator voor Economische Zaken, Vrouwenzaken en Arbeid van Berlijn. Daarnaast trad hij op als plaatsvervangend burgemeester van Berlijn. Op 31 juli 2002 trad hij af.
In 2004 overleefde hij een hartaanval en stopte hij op doktersadvies met roken.
In 2005 kwam zijn heroptreden in de politiek: naar aanleiding van de verkiezingen in september 2005 stelde hij zich als een van de lijsttrekkers van de tot Die Linkspartei omgedoopte PDS (de andere was Oskar Lafontaine) kandidaat voor de Bondsdag. In 2009 en 2013 werd hij namens de fusiepartij Die Linke in de Bondsdag herkozen.